# Забвение
„Забвение“ (на английски: Oblivion) е американски научнофантастичен екшън филм на режисьора Джозеф Косински от 2013 г.
Премиерата на филма е в Съединените американски щати на 19 април 2013 г. Филмът отбелязва скромен успех, генерирайки $286 милиона при бюджет от $160 млн.

## Сюжет
Внимание:  Текстът по-долу разкрива сюжета на произведението (или части от него)!
През 2077 г. Земята е опустошена от война, водила се преди шестдесет години срещу извънземен нападател. С началото на войната, извънземните нашественици унищожават Луната, което води до катаклизми – земетресения и гигантски вълни цунами. Хората постигат победа на много висока цена, след като използват ядрени оръжия, които унищожават по-голямата част от нашествениците, но планетата е превърната в безжизнена пустош. Човечеството използва огромна тетраедър-образна космическа станция „Тет“, за да се премести да живее на Титан, една от луните на Сатурн.
Техник №49 Джак Харпър (Том Круз) и неговата партньорка и любовница Виктория „Вика“ Олсен (Андрея Райзбъро) са сред малкото хора останали на Земята със задача да поддържат и защитават от малка група извънземни мародери, останали на Земята, гигантски термоядрени генератори, които правят енергия за колонистите на Титан. Въпреки че паметта му е изтрита, той има повтарящи се сънища и видения, че е на наблюдателната тераса на Емпайър Стейт Билдинг с тъмнокоса жена. Джак събира артефакти от останките на цивилизацията преди. Вика е притеснена от любопитството на Джак търсейки потвържение, че са „ефективен екип“, и го окуражава да си върши работата, за да могат да се върнат при другите на Титан.
След като мародерите разрушават генератор, Джак открива, че те ползват Емпайър Стейт Билдинг за антена да предават координати в Космоса. Докато си почива в тайната си къща до езерото, той вижда разбиването на космически модул от апарата Одисей от преди войната. Отива да провери и открива хора в камери за хибернация. Един от тях е жената от неговите сънища. Джак защитава камерата ѝ от един дрон, който избива останалите. По-късно той събужда жената – Джулия (Олга Куриленко), което разпалва ревността на Вика. Джак и Джулия се връщат да открият черната кутия на апарата, но са пленени от мародерите. Те са отведени в щаба им в Raven Rock Mountain Complex, където се оказва, че мародерите всъщност са човешки същества, а не извънземни.
Техният водач Малкълм Бийч (Морган Фрийман) иска Джак да препрограмира заловен от тях дрон, който да пренесе ядрена батерия и да взриви Тет. Малкълм е усетил, че Джак е различен, заради хобито си да събира реликви от предишната цивилизация на Земята. Въпреки че отказва, Малкълм ги освобождава да търсят истината в забранената радиационна зона. Като стигат до Емпайър Стейт Билдинг, Джулия разкрива на Джак, че тя е неговата съпруга и той си спомня, че ѝ предлага брак точно на това място. Джулия си спомня, че е била на мисия към Титан, когато те са били отклонени да търсят извънземно присъствие.

## Актьорски състав
| Актьор                | Роля                  |
| --------------------- | --------------------- |
| Том Круз              | Джак Харпър           |
| Морган Фрийман        | Малкълм Бич           |
| Олга Куриленко        | Джулия Русакова       |
| Андрея Райзбъро       | Виктория „Вика“ Олсен |
| Николай Костер-Валдау | Сайкъс                |
| Мелиса Лео            | Сали                  |
| Зои Бел               | Кара                  |
| Абигейл Лоу           | детето на Юлия        |